# Anthony Modeste (francuski piłkarz)
Anthony Mbu Agogo Modeste (ur. 14 kwietnia 1988 w Cannes) – francuski piłkarz martynikańskiego pochodzenia, występujący na pozycji napastnika w egipskim klubie Al-Ahly. W przeszłości młodzieżowy reprezentant Francji.

## Kariera klubowa
Modeste pochodzi z miasta Cannes, ale karierę zawodniczą rozpoczął w pobliskiej Nicei w klubie OGC Nice. W sezonie 2006/2007 zaczął grać w amatorskich rezerwach tej drużyny, a już w następnym był członkiem kadry pierwszego zespołu. W rozgrywkach Ligue 1 zadebiutował 4 sierpnia w przegranym 0:1 wyjazdowym spotkaniu z SM Caen. Natomiast 23 stycznia 2008 strzelił pierwszego gola w lidze francuskiej, w zremisowanym 1:1 meczu ze Stade Rennais. Natomiast w grudniu 2008, w potyczce sezonu 2008/2009 z Toulouse FC zdobył swoją drugą bramkę w Ligue 1. W sezonie 2009/2010 został wypożyczony do Angers SCO, gdzie był czołowym strzelcem drużyny, lecz ani razu więcej nie zagrał w Nicei. Został sprzedany do Girondins Bordeaux. Później grał TSG 1899 Hoffenheim, skąd przeniósł się w 2015 do 1. FC Köln. Od lipca 2017 jest zawodnikiem chińskiego zespołu Tianjin Quanjian, w którym grał do sierpnia 2018 kiedy to rozwiązał kontrakt z chińskim klubem. W listopadzie 2018 podpisał kontrakt z niemieckim 1. FC Köln. W lutym 2021 roku piłkarz został wypożyczony do francuskiego klubu  AS Saint-Étienne, a we wrześniu 2021 powrócił do 1. FC Köln. W sierpniu 2022 podpisał roczny kontrakt z Borussią Dortmund. W barwach nowego klubu zadebiutował 12 sierpnia 2022 w wyjazdowym meczu z SC Freiburg. 

## Kariera reprezentacyjna
W 2008 Modeste zadebiutował w młodzieżowej reprezentacji Francji do lat 21.

## Statystyki kariery
| Sezon   | Klub                    | Kraj    | Rozgrywki            | Mecze | Bramki | Rozgrywki Europy | Mecze | Bramki |
| ------- | ----------------------- | ------- | -------------------- | ----- | ------ | ---------------- | ----- | ------ |
| 2007/08 | OGC Nice                | Francja | Ligue 1              | 20    | 1      | –                | –     | –      |
| 2008/09 | OGC Nice                | Francja | Ligue 1              | 22    | 2      | –                | –     | –      |
| 2009/10 | Angers (wyp.)           | Francja | Ligue 2              | 37    | 20     | –                | –     | –      |
| 2010/11 | Girondins Bordeaux      | Francja | Ligue 1              | 36    | 10     | –                | –     | –      |
| 2011/12 | Girondins Bordeaux      | Francja | Ligue 1              | 15    | 3      | –                | –     | –      |
| 2011/12 | Blackburn Rovers (wyp.) | Anglia  | Premier League       | 9     | 0      | –                | –     | –      |
| 2012/13 | SC Bastia (wyp.)        | Francja | Ligue 1              | 36    | 15     | –                | –     | –      |
| 2013/14 | TSG 1899 Hoffenheim     | Niemcy  | Bundesliga           | 29    | 12     | –                | –     | –      |
| 2014/15 | TSG 1899 Hoffenheim     | Niemcy  | Bundesliga           | 26    | 7      | –                | –     | –      |
| 2015/16 | 1. FC Köln              | Niemcy  | Bundesliga           | 34    | 15     | –                | –     | –      |
| 2016/17 | 1. FC Köln              | Niemcy  | Bundesliga           | 34    | 25     | –                | –     | –      |
| 2017    | Tianjin Quanjian (wyp.) | Chiny   | Chinese Super League | 8     | 7      | –                | –     | –      |
| 2018    | Tianjin Quanjian (wyp.) | Chiny   | Chinese Super League | 9     | 4      | –                | –     | –      |
| 2018    | Tianjin Quanjian (wyp.) | Chiny   | Chinese Super League | 3     | 0      | –                | –     | –      |
| 2018/19 | 1. FC Köln              | Niemcy  | 2. Bundesliga        | 10    | 6      | –                | –     | –      |
| 2019/20 | 1. FC Köln              | Niemcy  | Bundesliga           | 27    | 4      | –                | –     | –      |

Stan na: 1 lipca 2020